# Posta, Rieti
Posta är en ort och kommun i provinsen Rieti i regionen Lazio i Italien. Kommunen hade 635 invånare (2018).